# The Miracle
 The Miracle  ist das zwölfte Studioalbum der britischen Rockgruppe Queen. Es wurde im Mai 1989 veröffentlicht.

## Hintergrund
Auf dem Albumcover sind die Köpfe der Bandmitglieder mit einer Bildbearbeitungssoftware zu einem einzigen Kopf verschmolzen. Dieses symbolträchtige Bild der Zusammengehörigkeit wird in den Angaben der Songautoren fortgeführt. Alle Titel sind erstmals mit der Angabe Queen als Songwriter bezeichnet. Dies ist auch durch die Umstände, unter denen das Album entstand, zu erklären. Brian May befand sich nach der Scheidung von seiner Frau in einem emotional schwierigen Zustand, und bei Freddie Mercury machten sich erste Anzeichen seiner AIDS-Erkrankung bemerkbar.
Nach der Magic Tour im Jahr 1986 hatten Queen ihre bis dahin längste Pause eingelegt; in dieser Zeit widmeten sich die einzelnen Bandmitglieder ihren jeweiligen Solo-Projekten. So dauerte es drei Jahre von der Veröffentlichung ihres vorherigen Albums A Kind of Magic bis zu The Miracle. Wegen Mercurys Gesundheitszustand wurde das vorletzte zu seinen Lebzeiten veröffentlichte Studioalbum auch nicht durch eine Konzerttournee unterstützt.
Ursprünglich sollte das Album den Titel The Invisible Man erhalten. Drei Wochen vor der geplanten Veröffentlichung entschied man sich jedoch dazu, den Titel in The Miracle zu ändern. Das Album vereinigt sowohl Pop- als auch Rockmusik. Der für Queen typische Sound ist deutlich herausgearbeitet. Als Rocktitel sind insbesondere Khashoggi’s Ship, I Want It All, Breakthru, Scandal und Was It All Worth It zu nennen. Hier wird ein deutlicher Akzent auf die rockigen Gitarrenriffs, ein überwiegend akustisches Schlagzeug und die Möglichkeit von Mercurys Stimme, auch aggressiv zu klingen, gelegt. Nicht nur bei den Popsongs Party, The Miracle und Rain Must Fall nehmen Synthesizer und Effekte eine zentrale Rolle ein. Ein meist synthetisches Schlagzeug unterstützt den Pop-Charakter dieser Titel, die deutlich von den Strömungen der 1980er Jahre geprägt sind.

## Veröffentlichung
Die Erstveröffentlichung von The Miracle erfolgte am 22. Mai 1989 bei Parlophone. Das Album erschien in seiner Originalausführung zeitgleich als CD (Katalognummer: 79 2357 2) und LP (Katalognummer: 064-7 92357 1). Die CD-Ausführung umfasste 13 Titel, während die LP-Variante nur zehn Titel beinhaltete. Am 22. Oktober 1991 erschien eine sogenannte „US Re-Edition“ bei Hollywood Records, dessen CD einen Bonustitel enthielt (Katalognummer: 61234-2). Am 2. September 2011 erschien bei Island Records die sogenannte „Deluxe 2011 Digital Remaster CD“, die sich aus der Titelliste der LP-Ausführung und einer zusätzlichen EP mit sieben Liedern zusammensetzte (Katalognummer: 277 998 7). Am 18. November 2022 erschien über EMI ein Boxset zu Miracle mit fünf CDs, einer Blu-Ray, einer DVD, einer LP sowie Merchandiseprodukten (Katalognummer: 0602508911330).

## Titelliste
In den Produktionsnotizen auf dem Album ist für alle Stücke Queen als Autor angegeben. Die tatsächlichen Hauptautoren finden sich in eckigen Klammern.
Seite 1
1. Party [Deacon/Mercury/May] – 2:24
2. Khashoggi’s Ship [Deacon/Mercury/May/Taylor] – 2:48
3. The Miracle [Mercury] – 5:02
4. I Want It All [May] – 4:41
5. The Invisible Man [Taylor] – 3:57

Seite 2
1. Breakthru [Mercury (Intro)/Taylor (Hauptteil)] – 4:08
2. Rain Must Fall [Deacon/Mercury] – 4:23
3. Scandal [May] – 4:42
4. My Baby Does Me [Mercury/Deacon] – 3:23
5. Was It All Worth It [Mercury] – 5:45

Bonustitel (CD)
1. Hang On in There – 3:46
2. Chinese Torture [May] – 1:45
3. The Invisible Man (12" Version) [Taylor] – 5:28

## Single-B-Seiten
Der CD-Bonus-Track Hang On in There war bereits vorher als B-Seite der Single I Want It All veröffentlicht worden. Drei Stücke sind ausschließlich auf der B-Seite von Singles erschienen. Auch bei ihnen lautet die offizielle Autorenangabe Queen:
- Stealin’ (Single Breakthru).
- Hijack My Heart (Single The Invisible Man), von Roger Taylor geschrieben und auch von ihm gesungen.
- My Life Has Been Saved (Single Scandal): die ursprüngliche Version dieses Songs, der in einer überarbeiteten Fassung auch auf dem 1995 erschienenen Album Made in Heaven enthalten ist; von John Deacon geschrieben.

Die Single The Miracle enthält Live-Versionen von Stone Cold Crazy (Rainbow, London, 1974) und My Melancholy Blues (Houston, 1977); Letztere ist auf den 12"- und CD-Ausgaben der Single zu finden. Den Leadgesang bei I Want It All teilen sich Mercury, der den Großteil singt, und May.
Produziert wurde das Album von Queen und David Richards. Aufgenommen wurde es von Richards. Assistierende Toningenieure waren Andrew Bradfield, John Brough, Angelique Cooper, Claude Frider, Andy Mason und Justin Shirley-Smith. Die Aufnahmen fanden von Januar 1988 bis Januar 1989 in den Olympic Studios und in den Townhouse Studios, beide in London, sowie in den Mountain Studios in Montreux statt. Gemastert wurde das Album in den Townhouse Studios von Kevin Metcalf und Gordon Vickary. Für die Computerprogrammierung war Brian Zellis verantwortlich.

## Alternativversionen
Die als Single veröffentlichte Version von I Want It All unterscheidet sich von der Albumfassung durch einen deutlich anderen Beginn und ein gekürztes instrumentales Zwischenspiel vor dem letzten Refrain. Diese Single-Version ist auch auf dem 1991 erschienenen Album Greatest Hits II enthalten. Eine Hybridfassung von I Want It All, die sich aus Album- und Singleversion zusammensetzt, wurde 1997 auf der Kompilation Queen Rocks veröffentlicht.
Längere 12″-Versionen gibt es neben The Invisible Man auch von Breakthru und Scandal.

## Kommerzieller Erfolg

### Chartplatzierungen
| ChartsChartplatzierungen       | Höchstplatzierung | Wochen/ Monate |
| ------------------------------ | ----------------- | -------------- |
| Deutschland (GfK)              | 1 (50 Wo.)        | 50 Wo.         |
| Österreich (Ö3)                | 1 (6 Mt.)         | 6 Mt.          |
| Schweiz (IFPI)                 | 1 (27 Wo.)        | 27 Wo.         |
| Vereinigte Staaten (Billboard) | 24 (14 Wo.)       | 14 Wo.         |
| Vereinigtes Königreich (OCC)   | 1 (32 Wo.)        | 32 Wo.         |

| ChartsJahrescharts (1989) | Platzierung |
| ------------------------- | ----------- |
| Deutschland (GfK)         | 9           |
| Österreich (Ö3)           | 12          |
| Schweiz (IFPI)            | 6           |

### Auszeichnungen für Musikverkäufe
| Land/Region                  | Auszeichnungen für Musikverkäufe (Land/Region, Auszeichnung, Verkäufe) | Verkäufe  |
| ---------------------------- | ---------------------------------------------------------------------- | --------- |
| Deutschland (BVMI)           | Platin                                                                 | 500.000   |
| Finnland (IFPI)              | Gold                                                                   | 43.130    |
| Frankreich (SNEP)            | Gold                                                                   | 100.000   |
| Österreich (IFPI)            | Gold                                                                   | 25.000    |
| Neuseeland (RMNZ)            | Gold                                                                   | 10.000    |
| Niederlande (NVPI)           | Platin                                                                 | 100.000   |
| Polen (ZPAV)                 | Platin                                                                 | 20.000    |
| Schweiz (IFPI)               | Platin                                                                 | 50.000    |
| Spanien (Promusicae)         | Platin                                                                 | 100.000   |
| Vereinigtes Königreich (BPI) | Platin                                                                 | 300.000   |
| Insgesamt                    | 4× Gold · 6× Platin ·                                                  | 1.248.130 |

Hauptartikel: Queen (Band)/Auszeichnungen für Musikverkäufe